# Сепаратизм у Сєвєродонецьку
Відлік сепаратизму на Сході України ведуть від з'їзду сепаратистів у Сєвєродонецьку у 2004 році, що відбувся на противагу Помаранчевій революції.

## Мітинг «Русская весна» 1 березня 2014 р
- Відео. Часть 1
- Відео. Часть 2
- Відео. Часть 3
- Відео. Часть 4
- Митинг «Русская весна» г. Северодонецк 1.03.2014(рос.)
- Митинг «Русская весна» г. Северодонецк 1.03.2014(рос.)
- Северодонецкая милиция по поводу митинга.
- Интервью с жителем Северодонецка 1.03.2014 ч.1
- Интервью с жителем Северодонецка 1.03.2014 ч.2

## Флешмоб «З Україною в серці»
- 2014.04.06 біля міського палацу культури учасників проукраїнського флешмобу «З Україною в серці» жорстоко побили. Попри обіцянки тогочасного начальника міліції міста Андрія Жданова, що міліція забезпечить порядок, невідомі особи, привезені двома автобусами, оточили учасників, порвали українську символіку й побили активістів. Міліція стояла осторонь і лише спостерігала.[1]

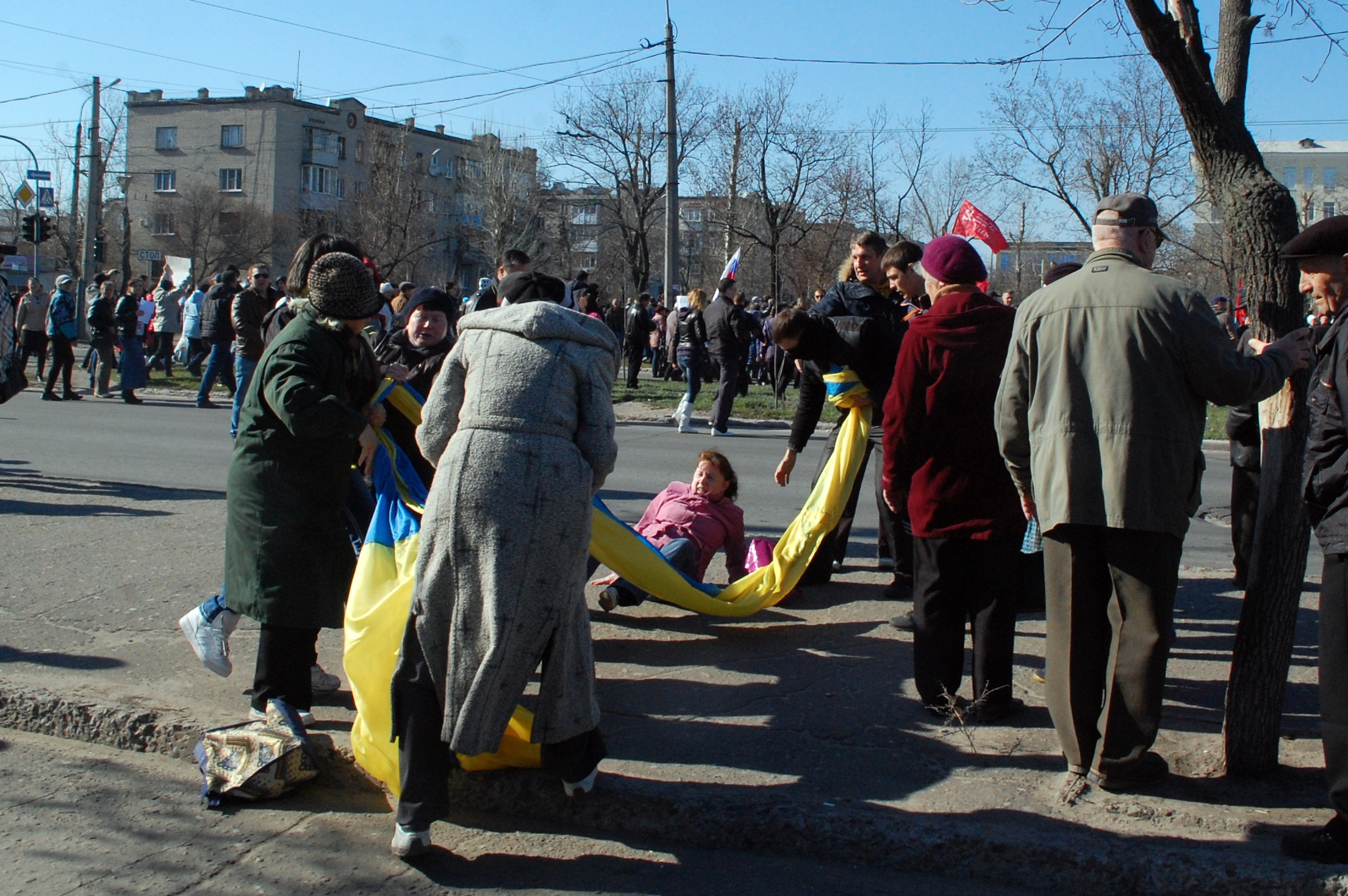
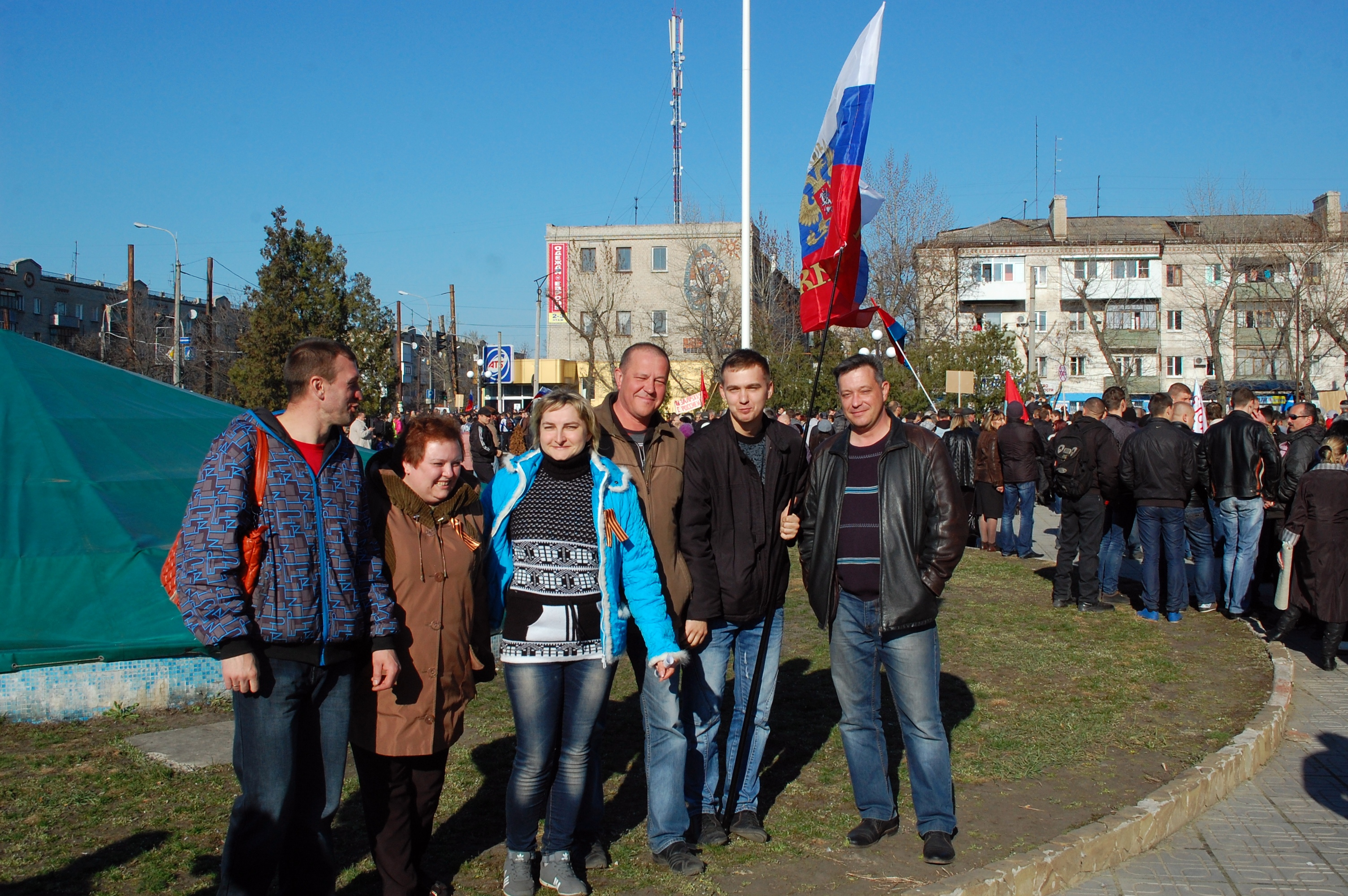
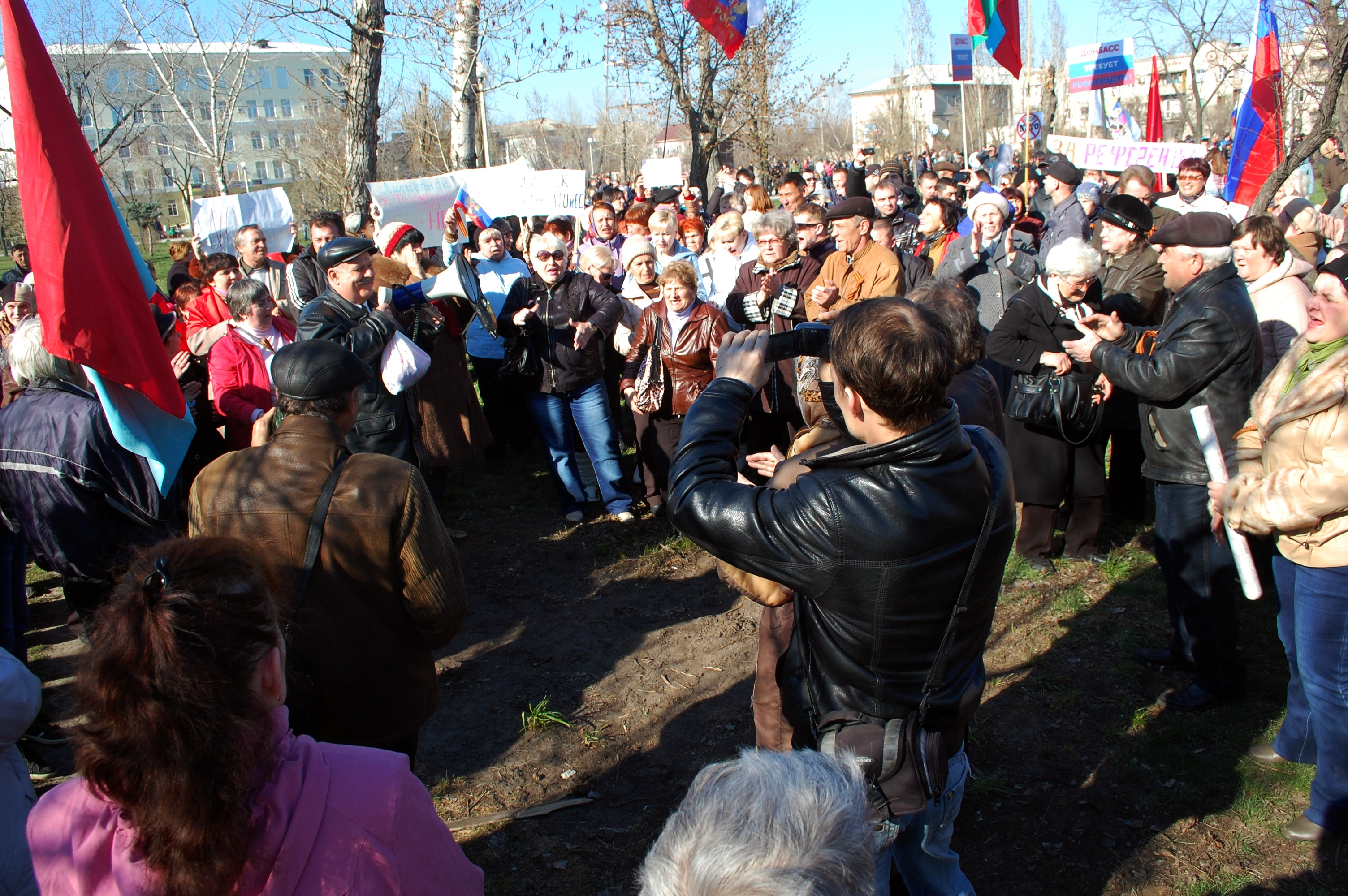
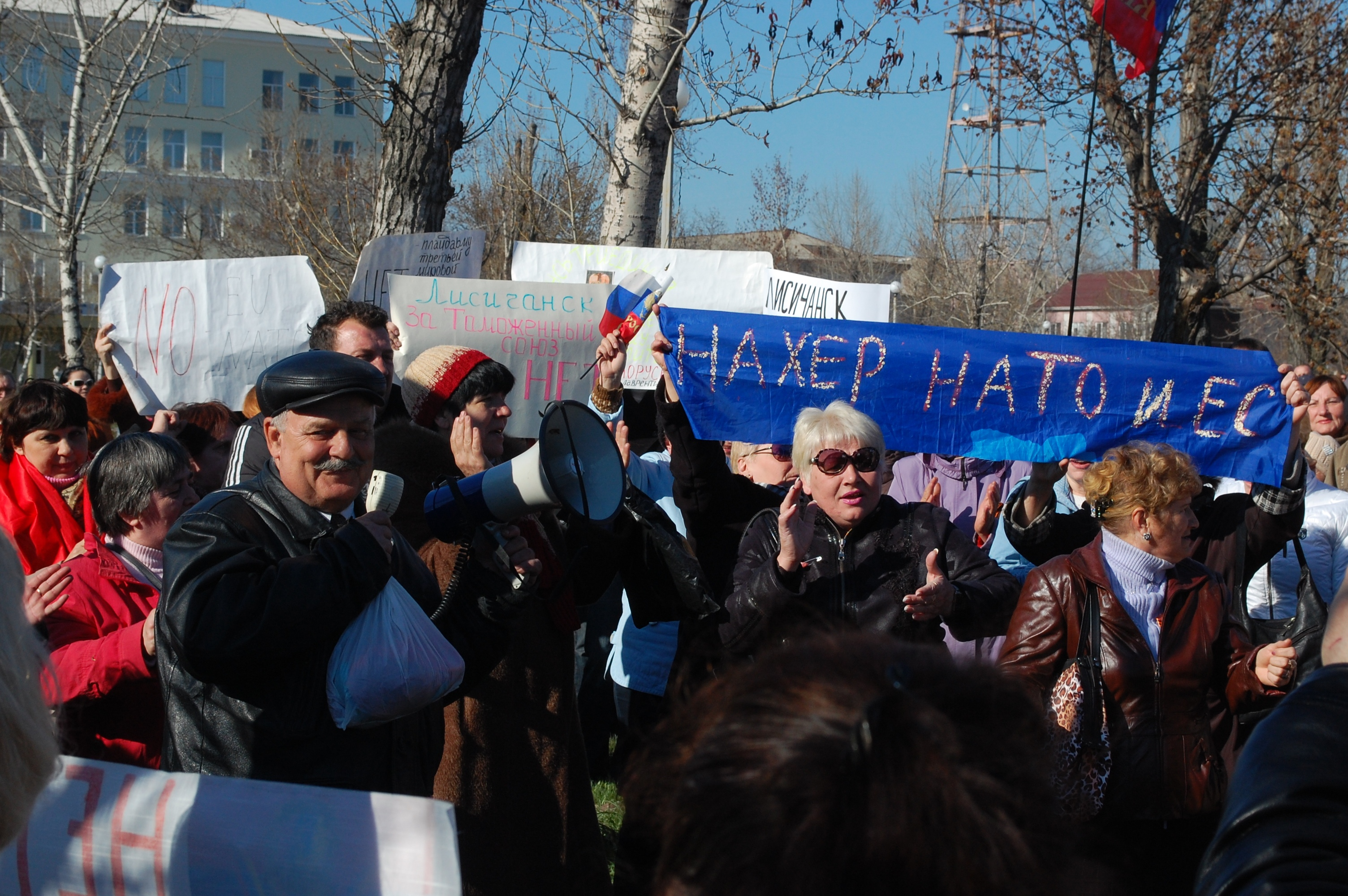
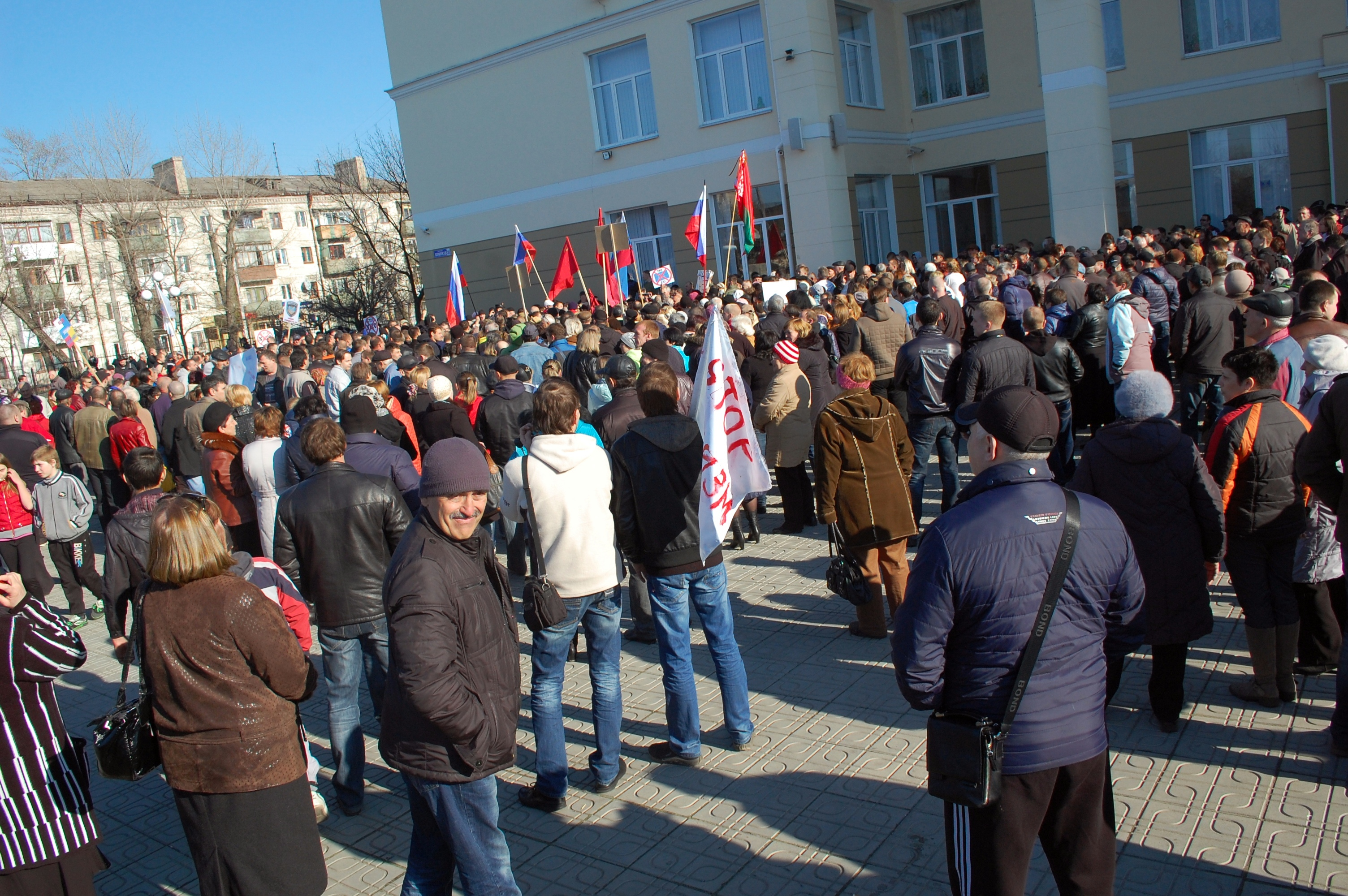
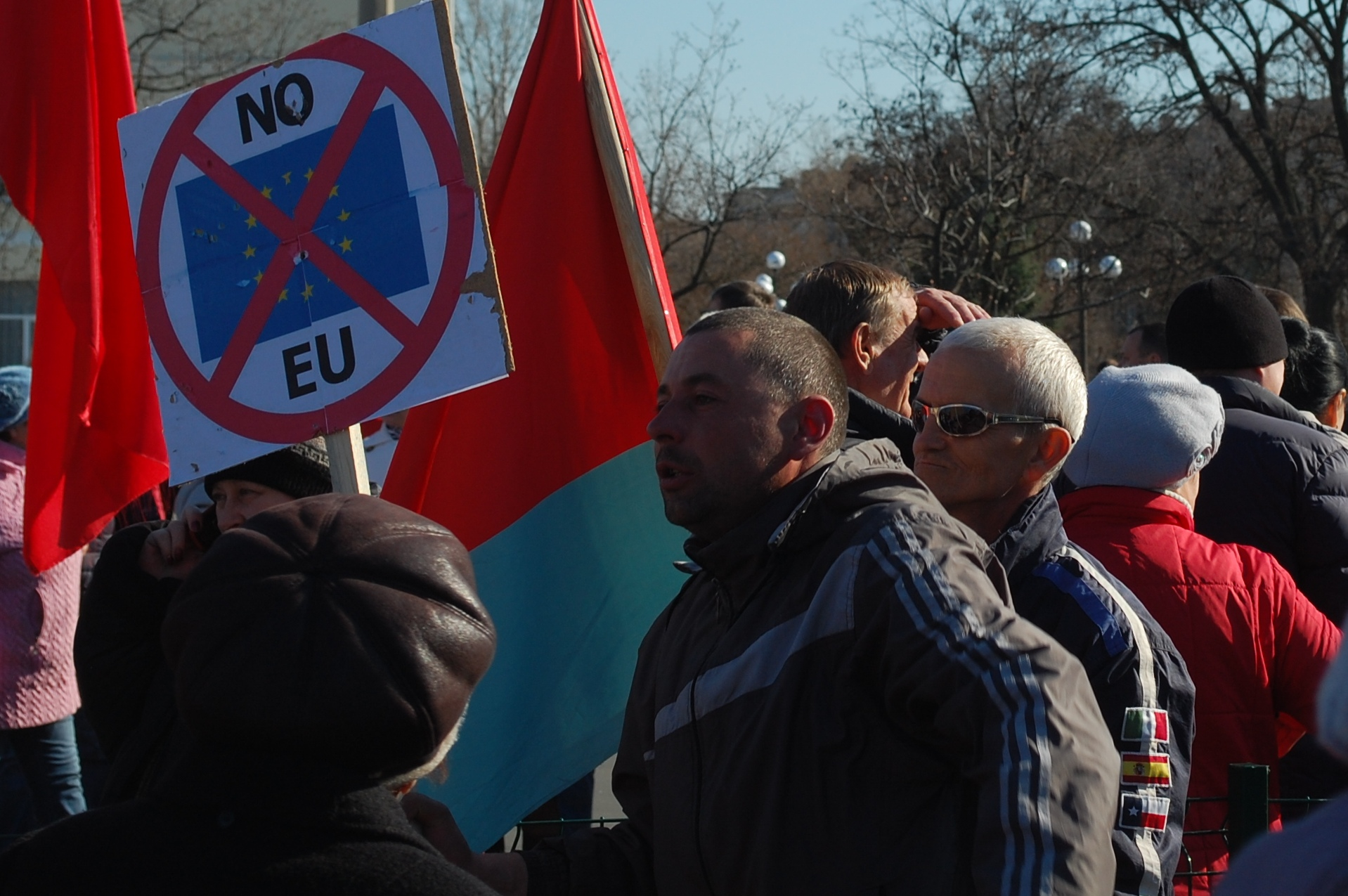

Потім ці люди під російськими триколорами пройшли до міськради і влаштували на сходинах антиукраїнський мітинг.

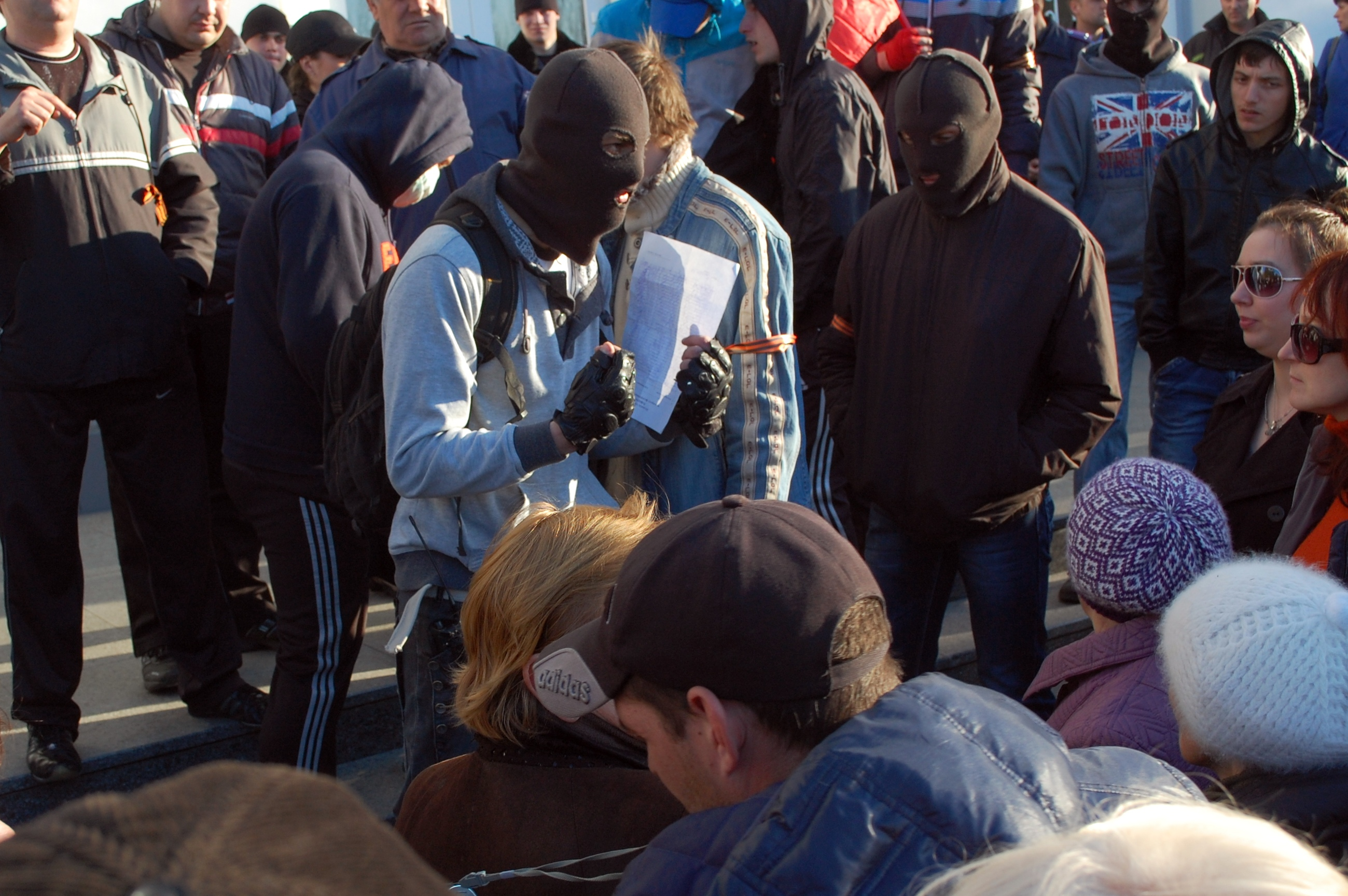
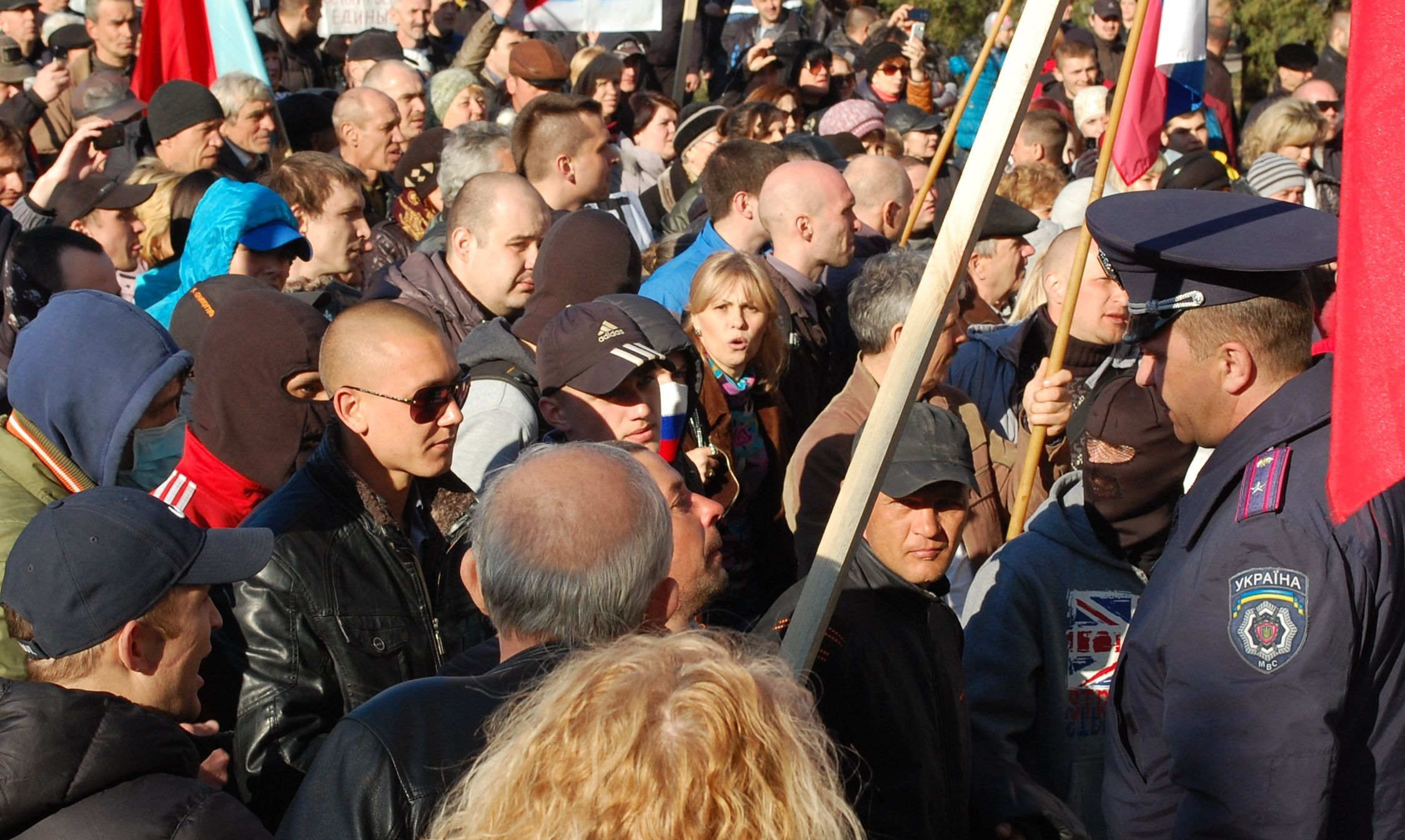
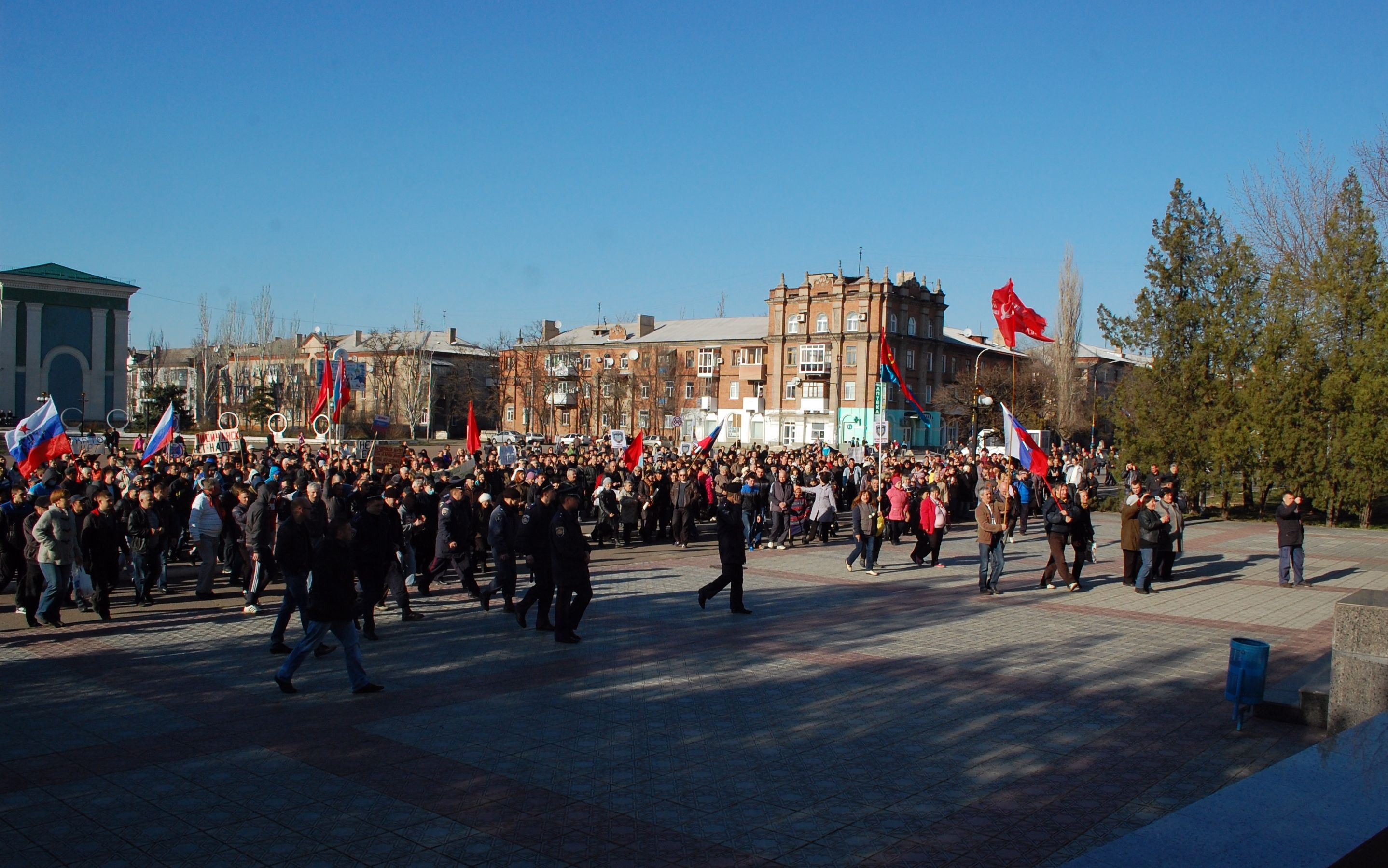
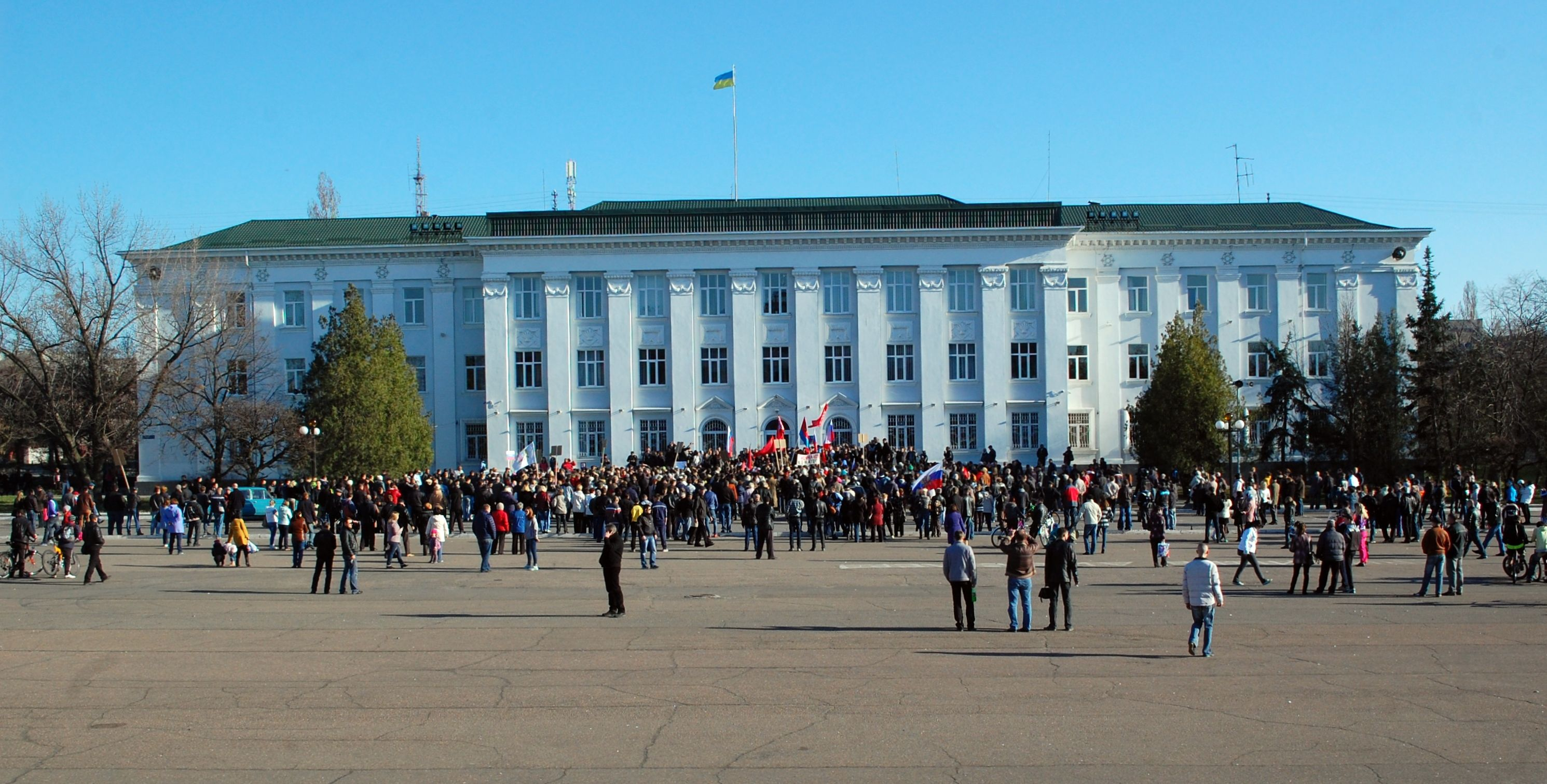
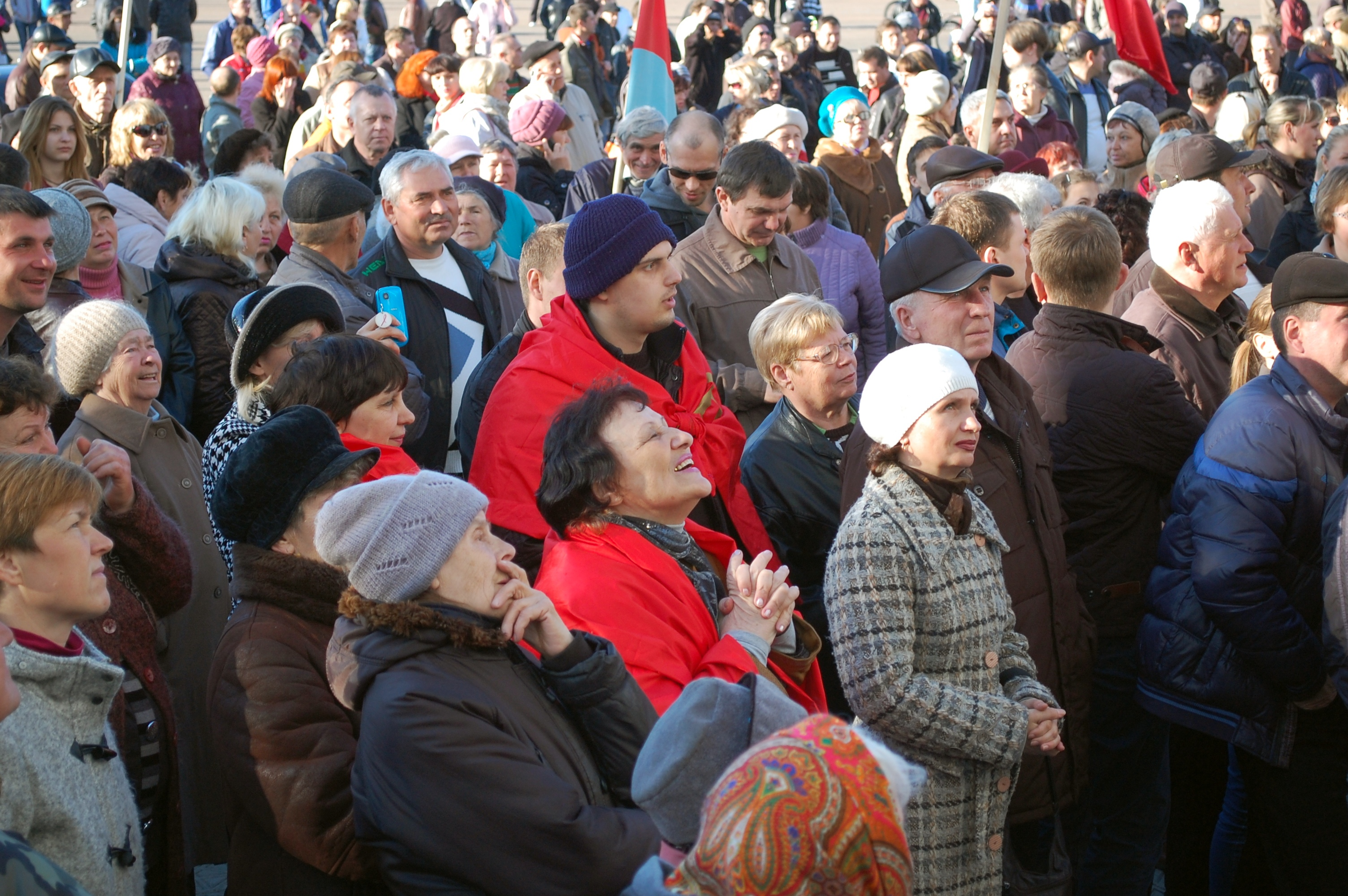
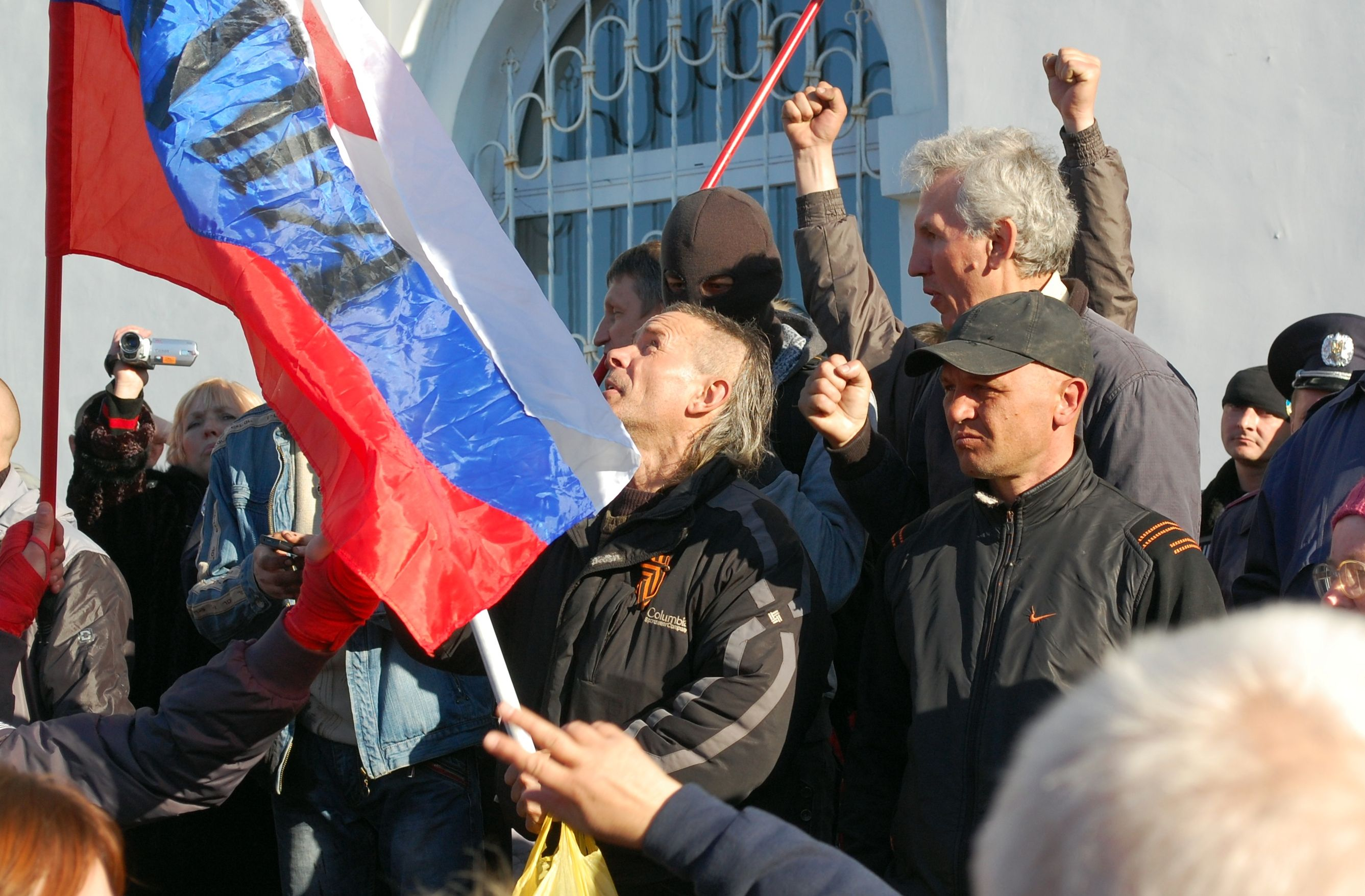

- Митинг в г. Северодонецке 6.04.2014(рос.)
- Активну антидержавну позицію займає РПЦ. Її представник о. Олег Трофимов виступив на мітингу.[2]
- Невежественные колорады Северодонецка 06.04.2014г(рос.)
- Митинг 6 марта в Северодонецке
- 3d митинг Северодонецк 6 апреля 2014 года
- Митинг 6 марта в Северодонецке

## Поступова здача влади
- 2014-04-27 голова міста В.Казаков закликає не признавати центральну владу та проводити референдум Стране нужен референдум, городу — децентрализация теплоснабжения — Казаков
- 7 травня 2014 У Сєвєродонецьку сепаратисти захопили прокуратуру
- 8 травня У СЄВЕРОДОНЕЦЬКУ СЕПАРАТИСТИ ПІД ЗАГРОЗОЮ РОЗПРАВИ ЗМУСИЛИ ВІДКЛЮЧИТИ УКРАЇНСЬКІ ТЕЛЕКАНАЛИ
- 9 травня 2014 р. над міською радою піднято радянський червоний прапор.[3]

- Мітінг 9 травня 2014
- 11.05.2014 З допомогою міської влади було проведено так званий референдум Итоги референдума в Северодонецке(рос.)

- 15 трав. 2014 р. СЕВЕРОДОНЕЦК поднял флаг ЛНР
- 15 травня 2014 сепаратисти намагалися зірвати роботу виборчих комісій і викрасти списки виборців

- 31 травня 20 озброєних людей у камуфляжній формі викрали 8 охоронців та 10 автомобілів з аеропорту Сєвєродонецька.

- 06.02.2015 Суд заарештував на 2 місяці організатора травневого референдуму у Сєвєродонецьку

- 2.06.2014 Редакція сайту «Сегодня в Северодонецке» після погроз сепаратистів переїхала до Києва
- 31.10.2014 Северодонецк. Проукраинский город Донбасса

- 11.05.2014Участок на «референдуме» сепаратистов в Северодонецке пустует:
- 11.05.2014 В Северодонецке референдум не прозрачный, но люди голосуют(рос.)

06 серпня 2014.УНІАН: Влада в Сєвєродонецьку перейшла до сепаратистів, мер подав у відставку.

```
«"Пропавшие" мэр Северодонецка В.Казаков и его заместители Е.Халин и В.Кравченко внезапно объявились. Они передали секретарю совета А.Гавриленко заявление на увольнение с занимаемой должности по собственному желанию. И, как стало известно из достоверных источников, на заявлениях замов городского головы стояла резолюция В.Казакова, согласующая увольнение с занимаемой должности. В настоящее время секретарь совета А.Гавриленко, который автоматически теперь становится и.о. городского головы, на совещаниях в исполкоме, как и на сессии городского совета, дал всем понять, что теперь он стал главным в городе. И это, несмотря на пособничество и управление сепаратистским движением. Долго ли он поруководит городом, остается гадать. Думаю, что и он понесет заслуженное наказание. Напомню, что 1 августа в Северодонецке пропали мэр В.Казаков и его заместители Е.Халин и В.Кравченко.»
```

С. Самарський.
- 10.05.2015 Сєвєродонецьк. Рік по тому
- 06.02.2015 В Луганской области СБУ задержала организатора «референдума» в Северодонецке
- 4.08.2016 Экс-депутата Северодонецкого горсовета будут заочно судить за организацию и проведение «референдума» в 2014 году

- «Хімічний трикутник» Луганщини під час окупації: заручники, катування та позасудові страти. Звіт за результатами візиту моніторингової групи

Центру Громадянських Свобод до Сєверодонецька, Лисичанська та Рубіжногопротягом 6-11 грудня 2014 року

- 7 бер. 2017 р. Ирта FAX Как пришла «русская весна» в Северодонецк
- 2014-й в Северодонецке. Каким он был?